# A História Delas
A História Delas é uma série de televisão de drama brasileira produzida pela Intro Pictures para a The Walt Disney Company. Protagonizada por Cris Vianna, Letícia Spiller, Bia Arantes e Emma Araújo, a série conta a história de quatro mulheres, mães e filhas de diferentes classes sociais, que são forçadas a morar sob o mesmo teto.

## Enredo
Na história, a ex-babá e agora dona do próprio negócio Marta (Cris Vianna) é obrigada a hospedar em sua casa a ex-patroa Isabel (Letícia Spiller) e sua filha Ana Rosa (Bia Arantes), por culpa de uma decisão judicial ligada à prisão do marido de Isabel. A chegada delas bagunça a vida de Ana Jasmim (Emma Araujo), filha de Marta, que terá que conviver a contragosto com as visitas. Juntas, mães e filhas vão encarar delicadas questões do passado e repensar as dificuldades das próprias relações, até encontrarem seus novos papéis. Foram anos de expectativas frustradas de todas as partes e há muito ressentimento envolvido, misturado a ciúmes, julgamento, culpa, competição, raiva e algum nível de gratidão.

## Elenco

### Principal
- Cris Vianna como Marta
- Letícia Spiller como Isabel
- Bia Arantes como Ana Rosa
- Emma Araújo como Ana Jasmin

### Coadjuvante
- Leo Jaime
- Marcelo Várzea
- Igor Pedroso
- Paula Picarelli
- Camila Brandão
- Michelle Rodrigues
- Tenca Silva
- Jacqueline Sato
- Wesley Guimarães
- Felipe Oladéle
- Domênica Dias
- Lorena Queiroz
- Analici Santana
- Miguel Lucca

## Produção
Em 2 de novembro de 2022, foi anunciado que Leticia Spiller e Bia Arantes, assim como outros atores, fariam partes de uma nova série do Star+ chamada A História Delas. Em 4 de novembro, foi anunciado que Cris Vianna e Leo Jaime também fariam parte do elenco da série.